# گرسنگی (فیلم ۲۰۰۹)
«گرسنگی» (انگلیسی: Hunger) فیلمی در ژانر ترسناک است که در سال ۲۰۰۹ منتشر شد.